# インスタントシトロン
インスタントシトロン（instant cytron）は、日本の音楽ユニット。

## メンバー
- 片岡知子 （かたおか ともこ、1969年6月7日 - 2020年10月20日）- ボーカル、キーボード（ピアノ、トイピアノ、アコーディオン、スタイロフォン）、作詞作曲、プログラミング
- 長瀬五郎（ながせ ごろう、1972年7月3日 - ） - ギター、作詞作曲、プログラミング

### 旧メンバー
- 松尾宗能（まつお むねよし、1968年8月3日 - ） - ベース、作詞作曲、プログラミング
脱退後は福岡のレコード店「PARKS」店長、音楽評論家、RKBラジオパーソナリティとして活動。 2016年に音楽レーベル「ParksRecords」設立。2017年から六本松蔦屋書店の音楽コンシェルジュを担当。また長瀬とはラジオ番組『ドリンクバー凡人会議』発のクリエイティブチーム・NEW TOWN REVUEメンバーとして星野みちる、963、彼女のサーブ&レシーブ、天野なつ（元LinQ）など主に女性アイドルへの楽曲提供・音楽プロデュースを行ない、ライブサポートとして長瀬とともにステージに立つこともある[注 1]。

## 経歴
- 福岡・西南学院大学在学中の松尾が後輩の片岡に声をかけ、バンド「ハウスコンディション」として活動、長瀬が吉田肇（PANICSMILE）らと活動していたバンド「ブレーメンロックス[注 2]」にも片岡がボーカルで参加[3]、のち1992年頃にインスタントシトロン結成。オールディーズを下地にラウンジ・ミュージック、ソフトロック、ギターポップ、モンド・ミュージック（いわゆる渋谷系[注 3]）の系譜に連なるサウンドに、玩具楽器でのトイポップ等を取り入れたユニークなアレンジ、片岡のウィスパーボイス風のボーカルが特徴的である。三人で活動していた初期はテクノポップの要素も入っていた。
- 1993年、インディーズレーベル・ポルスプエスト・レコーズ（¡Por Supuesto! Records）からミニアルバムを2枚リリース。後に松尾が脱退、二人ユニットとなる。
- 1995年、シングル『SEE FOR MILES』で東芝EMI（レーベルはスイート・スプエスト（SUITE SUPUESTO!））からメジャー・デビュー。続いてアルバム『CHANGE THIS WORLD』を発表。
- 1998年からメジャーを離れフリーで活動。2000年に金剛地武志主宰のレーベル・エチケットレコーディングに参加するも、レーベル運営会社が突然の解散、業務終了[4]によりアルバムが発売約1週間で廃盤。その後、長門芳郎（パイド・パイパー・ハウス店長）主宰のレーベル・ドリームスヴィルレコードから新譜のほか、過去アルバムに楽曲を追加して再発。
- ユニット名義でテレビアニメ『魔女っ娘つくねちゃん』、『ウィンターガーデン』(ともに桜井弘明監督作品）の劇伴音楽も担当。その他各コンピレーション・アルバムや、メンバー個人名義でゲームソフト『MOTHER1+2』のサウンドトラックCD等に参加している。
- 二人ともレコード収集家であり、それぞれオンラインレコード店の運営も行っていた。片岡はレコード・コレクターズ誌の『コレクター紳士録』に女性では初登場。他、ムック『モンドミュージック2』にも、嶺川貴子、緒川たまきと並んでインタビューが掲載されている。
- 2000年代後半以降、片岡はソロでテレビ番組・CM音楽等の作曲を中心に活動、長瀬は故郷の福岡へ拠点を移す事になったため、2006年にリリースされたサウンドトラック『ウィンターガーデン SOUND COMPLETE』を最後にユニットとしては事実上の活動休止となっていた。なお、モデル・女優の浦郷えりか[5]、彼女のサーブ&レシーブの楽曲「cheerio!」は結成初期の未音源曲であり、NEW TOWN REVUEがプロデュース、片岡が作詞と、オリジナルメンバー三人が楽曲提供した形となっている。
- 2020年、片岡が癌のため死去[6]。
- 2021年から各アルバムをアナログレコード（LP）にてリイシュー・数量限定発売[7][注 4]。

## ディスコグラフィ

### シングル
|                             | 発売日                      | タイトル                    | 規格品番                    | 収録アルバム                |
| 東芝EMI／スイートスプエスト | 東芝EMI／スイートスプエスト | 東芝EMI／スイートスプエスト | 東芝EMI／スイートスプエスト | 東芝EMI／スイートスプエスト |
| --------------------------- | --------------------------- | --------------------------- | --------------------------- | --------------------------- |
| 1st                         | 1995年06月28日              | SEE FOR MILES               | TODT-3539                   | CHANGE THIS WORLD           |
| 2nd                         | 1995年09月06日              | しあわせな時間              | TODT-3574                   | CHANGE THIS WORLD           |
| 3rd                         | 1996年04月10日              | にじますの街角              | TODT-3709                   | CHEERFUL MONSTERS +4        |
| 4th                         | 1996年07月10日              | SUMMERTIME IN THE PLACE     | TODT-3762                   | CHEERFUL MONSTERS +4        |

### オリジナル・アルバム
|                                        | 発売日                   | タイトル                    | 規格品番                        | 備考 |
| ポルスプエスト・レコーズ               | ポルスプエスト・レコーズ | ポルスプエスト・レコーズ    | ポルスプエスト・レコーズ        | ポルスプエスト・レコーズ                                                                                |
| -------------------------------------- | ------------------------ | --------------------------- | ------------------------------- | --- |
| -                                      | 1993年10月15日           | BABY YOU'RE LOVE            | STAP-0315                       | ミニ・アルバム                                                                                          |
| -                                      | 1994年04月20日           | CYTRON'S FANCY MANIFESTO    | STAP-0419                       | ミニ・アルバム 坂井壱郎（エレキハチマキ）、Small Circle of Friendsが参加。                              |
| 東芝EMI／スイートスプエスト            |                          |                             |                                 | |
| 1st                                    | 1995年10月25日           | CHANGE THIS WORLD           | TOCT-9237（CD） STAP-0531（LP） | メジャー・デビューアルバム LP盤発売元：ポルスプエスト                                                   |
| 2nd                                    | 1997年10月22日           | CHEERFUL MONSTERS           | TOCT-9937（CD） 49-LDKEP（EP）  | ミニ・アルバム スーパーバイザーに田中知之（Fantastic Plastic Machine）が参加。 EP盤発売元：LD&K Records |
| エチケットレコーディング／アウトサイド |                          |                             |                                 | |
| 3rd                                    | 2000年09月20日           | LITTLE GANG OF THE UNIVERSE | EQTR-2003                       | アメリカのロックバンドNRBQが参加。発売約1週間で廃盤。                                                   |
| ドリームスヴィルレコード               |                          |                             |                                 | |
| 4th                                    | 2001年12月20日           | Una Màrcia                  | YDCD-0074                       | |
| 5th                                    | 2002年12月21日           | Utrecht & Maestro           | YDCD-0091                       | ミニ・アルバム                                                                                          |

### 再発盤アルバム（2000-2004年）
| 発売日                   | タイトル                       | 規格品番                 | 備考                                                                               |
| ドリームスヴィルレコード | ドリームスヴィルレコード       | ドリームスヴィルレコード | ドリームスヴィルレコード                                                           |
| ------------------------ | ------------------------------ | ------------------------ | ---------------------------------------------------------------------------------- |
| 2000年12月21日           | LITTLE GANG OF THE UNIVERSE +2 | YDCD-0043                | 『LITTLE GANG OF THE UNIVERSE』に新規2曲追加。                                     |
| 2001年08月30日           | CHANGE THIS WORLD +1           | YDCD-0061                | 『CHANGE THIS WORLD』にシングル1曲追加。                                           |
| 2001年10月               | CHEERFUL MONSTERS +4           | YDCD-0067                | 『CHEERFUL MONSTERS』にシングル4曲追加。                                           |
| 2004年10月27日           | Una Màrcia +5                  | YDCD-0106                | 『Una Màrcia』に過去曲5曲追加。 韓国Beatball Recordsから発売後、日本逆輸入で発売。 |

### リイシュー盤アルバム（2021-2023年）
| 発売日                         | タイトル                    | 規格品番                 | 備考                                                       |
| ユニバーサルミュージック       | ユニバーサルミュージック    | ユニバーサルミュージック | ユニバーサルミュージック                                   |
| ------------------------------ | --------------------------- | ------------------------ | ---------------------------------------------------------- |
| 2021年06月09日                 | CHANGE THIS WORLD           | UPJY-9164                |                                                            |
| 2021年06月09日                 | CHEERFUL MONSTERS +4        | UPJY-9165                |                                                            |
| ソニー・ミュージックダイレクト |                             |                          |                                                            |
| 2021年07月07日                 | LITTLE GANG OF THE UNIVERSE | MHJL-183Z（LP）          | CD盤はBlu-spec CD2でリマスター、収録曲は『+2』と同様。     |
| 2021年07月07日                 | LITTLE GANG OF THE UNIVERSE | MHCL-30681（CD）         | CD盤はBlu-spec CD2でリマスター、収録曲は『+2』と同様。     |
| LI'L DAISY                     |                             |                          |                                                            |
| 2021年08月11日                 | Una Màrcia                  | LDLP-008（LP）           |                                                            |
| 2021年11月01日                 | Una Màrcia                  | LDCD-014（CD）           |                                                            |
| 2021年08月11日                 | Utrecht & Maestro           | LDLP-009（LP）           | LP盤はジャケットデザインがオリジナル盤と異なる。           |
| 2021年11月01日                 | Utrecht & Maestro           | LDCD-015（CD）           | LP盤はジャケットデザインがオリジナル盤と異なる。           |
| 2021年10月20日                 | Lullaby in Winter           | LDEP-013                 | ボーナストラック、未発表音源を含む10インチ盤。             |
| 2023年10月20日                 | IT'S A FANCY DAY 1993-1994  | LDLP-018（LP）           | インディーズ時代のアルバム、コンピレーション参加曲を収録。 |
| 2023年10月20日                 | IT'S A FANCY DAY 1993-1994  | LDCD-019（CD）           | インディーズ時代のアルバム、コンピレーション参加曲を収録。 |

### コンピレーション参加作品
| 発売日         | タイトル                                | 収録アルバム                 | 備考 |
| -------------- | --------------------------------------- | ---------------------------- | --- |
| 1993年08月06日 | Afro Blues Combo                        | The Birth of The True II     | |
| 1994年06月17日 | Had To Phone Ya                         | Surfin' Music*               | 小林靖宏（Coba）プロデュースアルバム。ザ・ビーチ・ボーイズのカバー。                                      |
| 1997年10月22日 | Time of the Innocence                   | Happy Hour in Winter Jukebox | 渚十吾のアルバム。                                                                                        |
| 1998年10月21日 | ズッコのうた ぼくのミシシッピー         | taste of SWEET LOVE 2        | 『世界名作劇場』トリビュートアルバム。 VAGABOND c.p.a.、バターフィールドとのユニット「Wham japon!」名義。 |
| 1998年11月26日 | We Love XIEI ぼくらのプラトーン・シティ | プレセペの夜                 | 鴨沢祐仁コンセプチュアルアルバム。 「ぼくらのプラトーン・シティ」はQypthoneとの共作。                     |
| 2000年12月21日 | I’ll follow you                         | Dream A Little Dreamsville   | アメリカのフォークロックユニットBunky and Jakeのカバー。                                                  |

### サウンドトラック
| 発売日          | タイトル                              | 備考                              |
| --------------- | ------------------------------------- | --------------------------------- |
| 2003年08月20日  | MOTHER1+2 オリジナル サウンドトラック | 編曲・演奏（片岡・長瀬 個人名義） |
| 2005年 - 2006年 | OVA 魔女っ娘つくねちゃん              |                                   |
| 2006年12月22日  | ウィンターガーデン SOUND COMPLETE     |                                   |

## タイアップ一覧
| 使用年 | 曲名                       | タイアップ                                           |
| ------ | -------------------------- | ---------------------------------------------------- |
| 1995年 | SEE FOR MILES              | 丸井「夏の婦人服」キャンペーンCMソング               |
| 1995年 | It's a fancy day           | 丸井「夏の婦人服」キャンペーンCMソング               |
| 1995年 | Theme of CHANGE THIS WORLD | ユニ・チャームCMソング                               |
| 1996年 | にじますの街角             | ゆうちょフレッシャーズ・キャンペーンCMソング         |
| 1999年 | Walkin'in wonderland       | 九州朝日放送『気ままにLB』OPテーマ(2004年頃まで使用) |
| 2001年 | CHANGE THIS WORLD          | 泉パークタウンCMソング                               |
| 2002年 | Le monde avec le luisant   | SEIKO「LUKIA」CMソング                               |